# Meppen (Alemanha)
Meppen é uma cidade da Alemanha localizada no distrito de Emsland, estado de Baixa Saxônia.

## Demografia
Evolução da população:
| anp  | população |
| ---- | --------- |
| 1821 | 4.815     |
| 1848 | 5.130     |
| 1871 | 5.085     |
| 1885 | 6.268     |
| 1905 | 7.687     |
| 1925 | 9.645     |
| 1933 | 11.745    |

| ano  | população |
| ---- | --------- |
| 1939 | 15.045    |
| 1946 | 17.173    |
| 1950 | 19.141    |
| 1956 | 20.965    |
| 1961 | 22.914    |
| 1971 | 27.305    |
| 1975 | 27.308    |

| ano  | população |
| ---- | --------- |
| 1980 | 28.135    |
| 1985 | 28.888    |
| 1990 | 30.508    |
| 1995 | 32.093    |
| 2000 | 33.412    |
| 2005 | 34.196    |
| 2006 | 34.462    |